# Dontreix
Dontreix este o comună în departamentul Creuse din centrul Franței. În 2009 avea o populație de 394 de locuitori.

## Evoluția populației
| An        | 1975 | 1982 | 1990 | 1999 | 2006 | 2009 |
| --------- | ---- | ---- | ---- | ---- | ---- | ---- |
| Populație | 608  | 568  | 455  | 419  | 401  | 394  |

## Atracții turistice
```

```

  Langa Dontreix există multe atracții turistice precum Vulcania Theme Park(35 km), Muzeul de Muzică populară (39 km), Castelul Muzeului La Louviere (40 km) care merită vizitate.
 
```

```

Vulcania Theme Park a fost prima atracție turistică din lume care este devotată vulcanilor, situati in regiunea montană Augverne.
 
```

```

Muzeul de Muzică Populară este incărcat cu 800 de instrumente care datează din secolul 17 și până în prezent. Cele mai interesante piese includ o familie de cimpoaie, instrumente din cupru și lut vechi.
```

```

Castelul Muzeului La Louviere, construit in 1926 de catre Francois-Joseph Troubas a fost modelat dupa Trianon-ul din Versailles. Muzeul prezintă o varietate de genuri și stiluri care datează tot din secolul 17 până acum.